# Hervé Granger-Veyron
Hervé Granger-Veyron, född den 11 januari 1958 i Talence, Frankrike, är en fransk fäktare som tog OS-brons i herrarnas lagtävling i sabel i samband med de olympiska fäktningstävlingarna 1992 i Barcelona.